# Megalobulimus dryades
Megalobulimus dryades é uma espécie de caracol terrestre pulmonado, um molusco gastrópode terrestre da família Strophocheilidae. Descrita em 2021 por Fontenelle, Simone e Cavallari, a espécie é endêmica da Mata Atlântica no sudeste do Brasil, especificamente na região do Vale do Ribeira, abrangendo os estados de São Paulo e Paraná.

## Descrição
Esta espécie é caracterizada por sua morfologia distinta. Possui uma concha grande que exibe rugosidades pronunciadas e uma superfície maleada nas espirais da teleoconcha. A protoconcha (concha embrionária) é mais escura, com uma faixa subsutural mais clara e distinta, com microescultura composta de grânulos e macroescultura de nervuras axiais bem definidas que se ramificam apicalmente perto da sutura. O perístoma é uniformemente branco e a columela é oblíqua e ligeiramente convexa. Anteriormente, espécimes com essas características eram frequentemente identificados erroneamente como Megalobulimus gummatus, uma espécie que agora se sabe estar restrita ao estado do Rio de Janeiro. Internamente, o Megalobulimus dryades possui mandíbula e características radulares distintas, além de um pênis longo e convoluto com dois flagelos. A cabeça e pé de M. dryades são mais claros, exibindo uma tonalidade branco-acinzentada, contrastando com espécies próximas.

## Distribuição

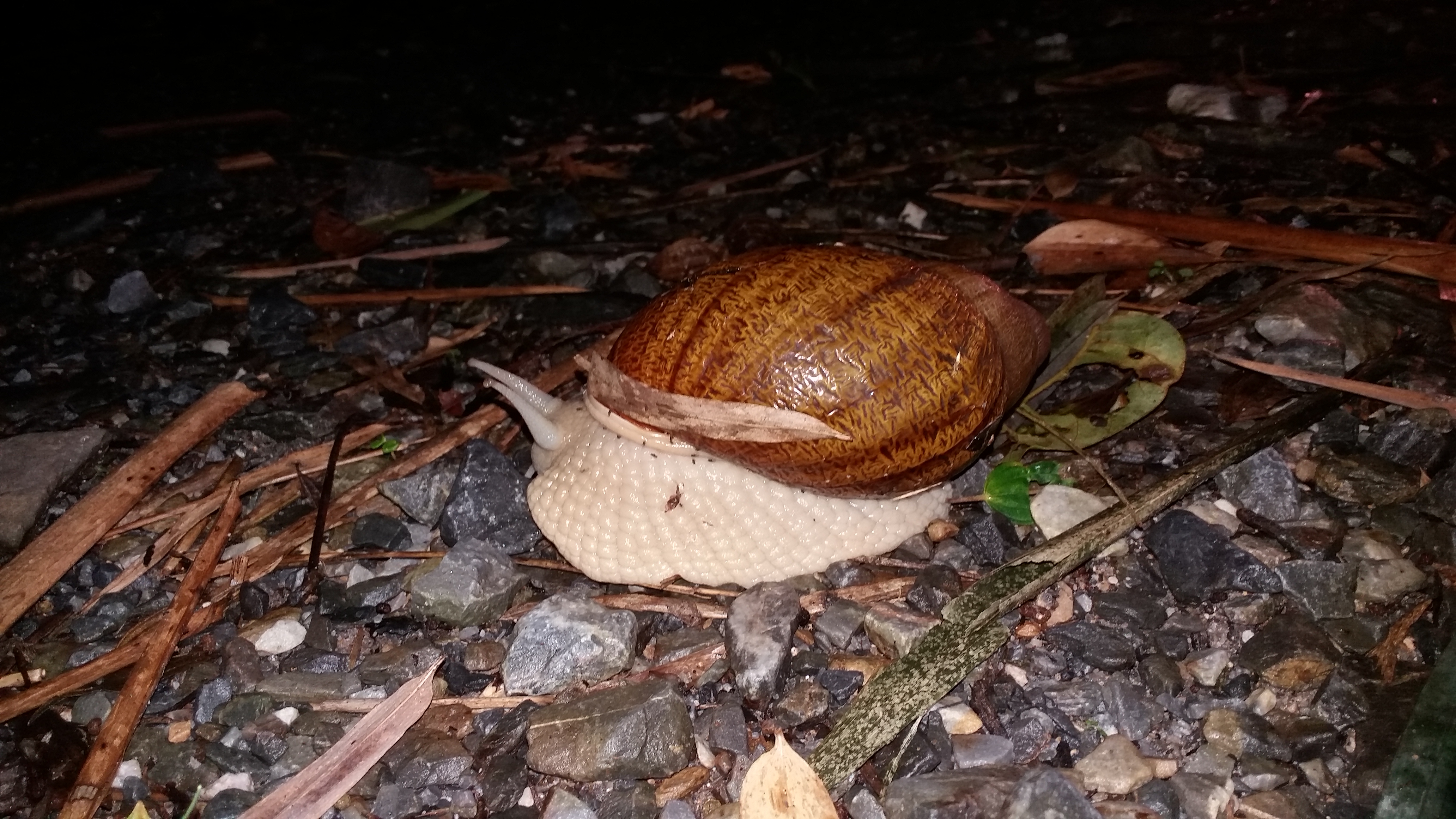
Um exemplar vivo de M. dryades no Parque Estadual Turístico do Alto Ribeira

Uma espécie endêmica do Brasil, Megalobulimus dryades habita principalmente a bacia do médio e baixo Rio Ribeira do Iguape, no sul de São Paulo e nordeste do Paraná, no Bioma Mata Atlântica. Apresenta alta tolerância ambiental, o que pode ter facilitado sua disseminação. Notavelmente, suas conchas têm sido utilizadas no artesanato local, contribuindo potencialmente para sua distribuição. Há também registros de sua presença no estado de Santa Catarina, anteriormente identificada erroneamente como M. gummatus.

## Conservação
Embora avaliações específicas de conservação para M. dryades não sejam detalhadas na literatura disponível, seu endemismo na Mata Atlântica, um bioma que enfrenta pressões ambientais significativas, destaca a importância da preservação do habitat.